# Цифрова ідентичність
Цифрова ідентичність — добірки інформації, отриманої в результаті онлайн-діяльності особи. До неї належать: імена користувачів і паролі, операції пошуку в Інтернеті, дата народження, соціальне забезпечення та історія покупок тощо.
| Інтернет | Це незавершена стаття про Інтернет. Ви можете допомогти проєкту, виправивши або дописавши її. |